# Jack Abramoff
Jack Abramoff, född 28 februari 1959 i Atlantic City, New Jersey, är en amerikansk affärsman som tidigare var lobbyist för det republikanska partiet. Han blev 2001 medlem i Bushadministrationens Transition Advisory Team för inrikesfrågor. 
I amerikansk press kallas han Mannen som köpte Washington.
Han ansågs vara den mest inflytelserika och framgångsrika lobbyisten under Bushåren, innan han dömdes till fängelse för flera olika brott. Händelserna har blivit underlaget till filmerna Casino Jack samt The United States of Money.

## Bakgrund
Abramoff dömdes 2006 dömdes för flera brott, däribland mutbrott, med förgreningar in i Vita Huset, senaten, samt medlemmar i Bushadministrationen. Nio personer dömdes som skyldiga under rättegångarna. Av den sexåriga fängelsedomen avtjänades 3½ år i federalt fängelse med låg säkerhetsgrad, varefter han flyttades till en öppen anstalt i juni 2008, där han fick baka kosherpizza. I december 2010 frigavs han, varefter skrev sin bok Capitol Punishment: The Hard Truth About Corruption From America's Most Notorious Lobbyist.
Besöksloggar från Vita huset visar att Abramoff har gjort 485 bokförda besök, varav flera med president Bush närmaste man, den politiske taktikern Karl Rove. Flera republikanska politiker använde hans tjänster för att finansiera sina individuella valkampanjer. I gengäld lovades bidragsgivarna att deras särintressen skulle behandlas väl. Skatteutdrag visar att under en fyraårsperiod samlade Abramoff in 40 miljoner dollar från sina klienter samt gjorde extravaganta resor runtom i världen med politiker och bidragsgivare.

## Tidiga åren
Under studietiden var Abramoff ordförande i ungdomsförbundet College Republican National Committee (CRNC) där han gjorde sig känd som en stark retoriker.
Där lade han även grunden till sitt omfattande sociala nätverk inom det republikanska partiet. (Huvudorganisationen RNC arbetar med politiska strategier för det republikanska partiet).

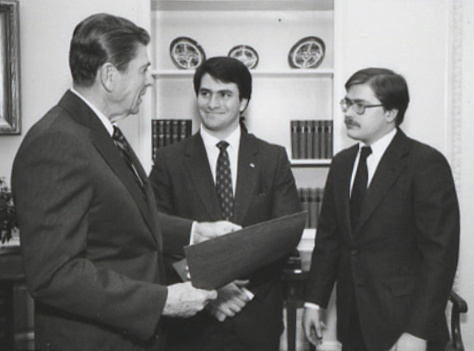
Ronald Reagan i ett möte med Jack Abramoff och Grover Norquist i samband med College Republican National Committee, 1981

## Lobbyisten
Abramoff har arbetat för flera lobbyistföretag som Preston Gates & Ellis och Greenberg Traurig.
När brottsutredningarna startade jobbade han för PR-firman Alexander Strategy Group, viken hade ett nära samarbete med The Republican Party (slang: GOP/Grand Old Party).
PR-firman gjorde sig bland annat känd för att ha hjälp militärföretaget Xe till stora federala kontrakt. 
PR-firman fick stängas ner efter att skandalen var ett faktum.

## Uppdrag

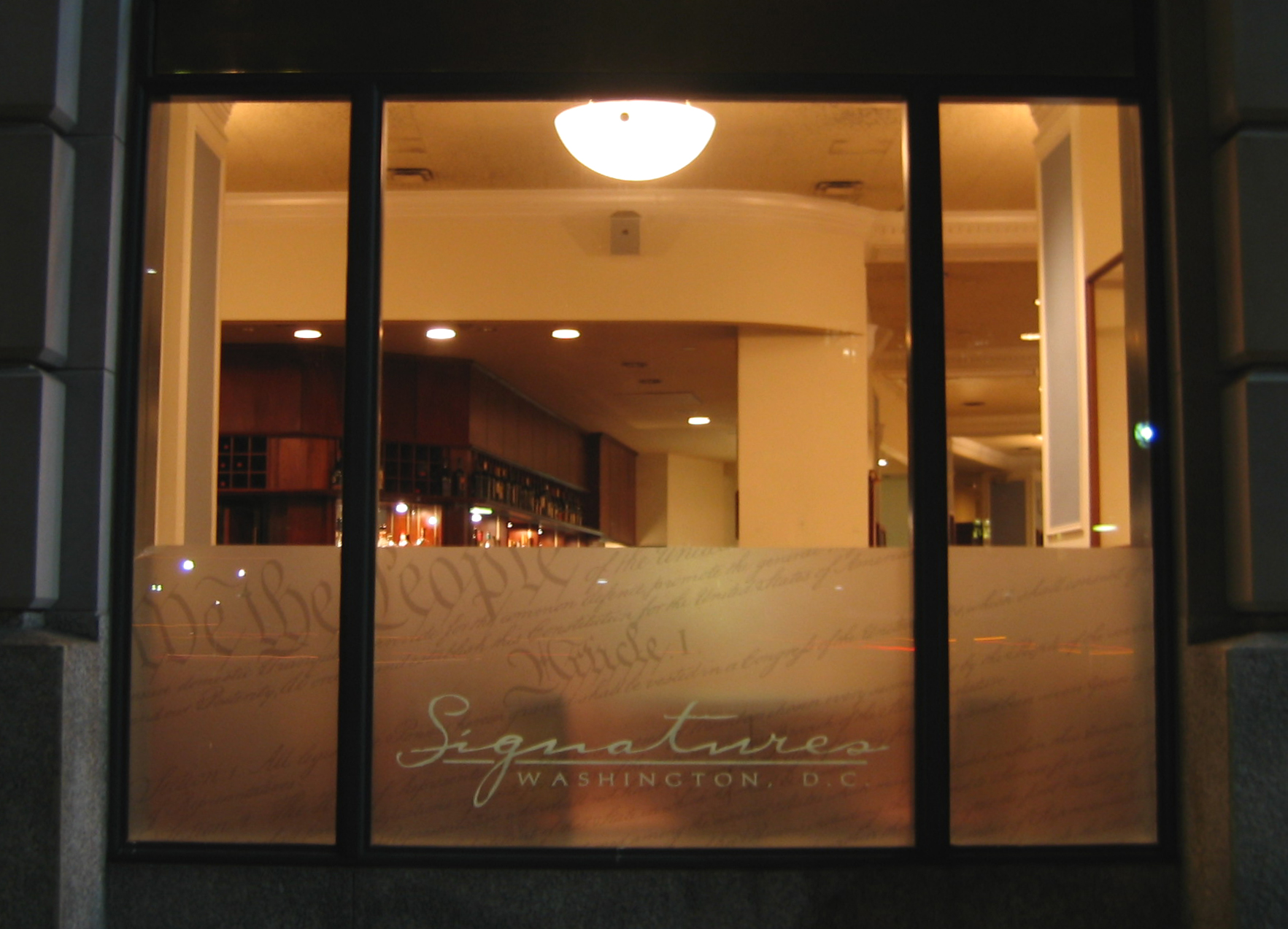
Lyxrestaurangen Signatures restaurant som serverade koshermat, i Washington, D.C., startad av Jack Abramoff

1995 fick Abramoff uppdrag av Indian casinos att utföra lobbying mot skatt på kasinoverksamhet. Även andra uppdragsgivare inom lotteri- och kasinobranschen vände sig till Abramoff för liknande ärenden.
Skatteutdrag visar att flera olika indianstammar donerade mer än 20 miljoner dollar till Abramoffs organisation.
2004 började myndigheterna undersöka Abramoff på uppdrag av amerikanska indianstammar med kasinoverksamhet. Utredningarna visade att mindre än 1 % av medlen gick till organisationens verksamhet. En majoritet av medlen gick istället till Orthodox Jewish school, som han själv hade grundat. Pengar hade även skickats till stöd för hårdföra israeliska nybyggare på Västbanken.
Han erkände sig senare skyldig till brott och dömdes till bedrägeri i mångmiljonklassen.

## Företagsägare
Rederi Suncruz Casinos i Miami fick problem med sitt speltillstånd, och myndigheterna tvingade ägaren Gus Boulis att sälja sin verksamhet genom näringsförbud.
Jack Abramoff såg i ett tidigt skede möjlighet att bli ny ägare, påverkade politiker till genomförandet av näringsförbudet, och arrangerade sedan ett bulvanköp genom sin vän från studietiden, Adam Kidan.
För att affären skulle bli av erbjöds ägaren ett fortsatt hemligt 10-procentigt ägandeskap, utan myndigheternas vetskap. I september 2000 såldes kasinot till Abramoff och Kidan för 147,5 miljoner dollar.
Bulvanen betalade inte, och säljaren Gus Boulis fick aldrig några 23 miljoner dollar för sin hemliga andel. Senare hittades säljaren mördad i sin bil, skjuten i huvudet med flera skott. Tre personer nära bulvanen Adam Kidan dömdes för mordet på den förre ägaren Gus Boulis. Även Adam Kidan och Jack Abramoff dömdes för bedrägeri, och båda erkände sig skyldiga.

## Utskottsförhör
Amerikanska indianstammar kände sig lurade av Jack Abramoff och hans organisation om uteblivna stora löften, och vände sig därför till sitt politiska utskott under 2003. Föga anade den högste politiska ledaren för utskottet för amerikanska minoriteter John McCain vilket getingbo han höll på att röra upp för sina partikamrater. (Senare blev John McCain republikernas huvudkandidat till presidentvalet 2008, där Barack Obama vann). Det som till en början var ett litet utskottsförhör med Jack Abramoff blev snabbt ett korthus som rasade samman framför pressen, och John McCain kunde inte stoppa förloppet. I media har domarna i Jack Abramoffs fall diskuterats som milda, och domsluten blev återigen aktuella som jämförelse mot den demokratiske politikern Rod Blagojevich rättsfall. Den före detta guvernören i delstaten Illinois Rod Blagojevich dömdes till 14 års fängelse för bland annat ha försökt sälja Barack Obamas vakanta plats i senaten till högstbjudande.   
11½ av 14 år måste avtjänas innan nådeansökan kan begäras.

## Filmproducent
Innan de framgångsrika åren som lobbyist arbetade Abramoff under tio år i Hollywood med filmmanus samt filmproduktion. Tillsammans med sin bror skrev och producerade han filmen Red Scorpion 1989, med Dolph Lundgren i en av rollerna.
Den dåvarande sydafrikanska apartheidregeringen medfinansierade filmen genom organisationen International Freedom Foundation (IFF). Organisationen hade ett antikommunistiskt mål, samt att underminera African National Congress (ANC).
Filmen spelades in i dagens Namibia, då en del av Sydafrika.

## Filmatisering
Casino Jack från 2010 med Kevin Spacey samt dokumentären The United States of Money.